# Stazione meteorologica di Siena Ampugnano
La stazione meteorologica di Siena Ampugnano è stata la stazione meteorologica di riferimento per il Servizio Meteorologico dell'Aeronautica Militare e per l'Organizzazione Meteorologica Mondiale relativa all'aeroporto della città di Siena.

## Storia
La stazione meteorologica si trovava nell'Italia centrale, in Toscana, in provincia di Siena, nel comune di Sovicille, presso l'infrastruttura aeroportuale senese di Ampugnano, ad un'altezza di 194 metri s.l.m. e alle coordinate geografiche 43°15′23″N 11°14′53″E.
La stazione, gestita dal personale dell'Aeronautica Militare, apparteneva alla rete del Servizio Meteorologico dell'Aeronautica Militare e dell'Ispettorato delle Telecomunicazioni ed Assistenza al Volo (ITAV) ed è rimasta attiva fino al 1º novembre 1966, data in cui venne definitivamente dismessa e dalla quale le osservazioni meteorologiche proseguirono presso la stazione meteorologica di Siena Poggio al Vento che continuò a rilevare i dati per il Servizio Meteorologico dell'Aeronautica Militare mantenendo lo stesso codice WMO dell'originaria stazione aeroportuale.

## Medie climatiche ufficiali

### Dati climatologici 1946-1955
In base alla media decennale elaborata sulla base dei dati rilevati tra il 1946 e il 1955, la temperatura media del mese più freddo, gennaio, è di +5,9 °C; quella del mese più caldo, luglio, di +24,3 °C. Mediamente si contano 20 giorni di gelo all'anno. Nel medesimo decennio esaminato le temperature estreme assolute sono risultate di +40,0 °C e di -13,0 °C.
Le precipitazioni medie annue raggiungono i 743,2 mm, risultando distribuite in 84,5 giorni di pioggia medi annui, con un picco che si registra in autunno, un massimo secondario in inverno e minimi relativi tra la primavera e l'estate
L'umidità relativa si attesta ad un valore medio annuo del 71,7%, con un minimo medio del 62% in luglio e un massimo medio dell'81% in dicembre.
I venti presentano direzioni prevalenti di levante tra il mese di settembre e il mese di aprile; di maestrale nel periodo tra maggio e agosto.
| Siena Ampugnano (1946-1955)  | Mesi  | Mesi  | Mesi | Mesi | Mesi | Mesi | Mesi | Mesi | Mesi | Mesi  | Mesi | Mesi | Stagioni | Stagioni | Stagioni | Stagioni | Anno  |
| Siena Ampugnano (1946-1955)  | Gen   | Feb   | Mar  | Apr  | Mag  | Giu  | Lug  | Ago  | Set  | Ott   | Nov  | Dic  | Inv      | Pri      | Est      | Aut      | Anno  |
| ---------------------------- | ----- | ----- | ---- | ---- | ---- | ---- | ---- | ---- | ---- | ----- | ---- | ---- | -------- | -------- | -------- | -------- | ----- |
| T. max. media (°C)           | 9,3   | 11,3  | 14,5 | 18,5 | 22,3 | 27,2 | 31,0 | 30,4 | 26,6 | 20,1  | 14,5 | 10,9 | 10,5     | 18,4     | 29,5     | 20,4     | 19,7  |
| T. min. media (°C)           | 2,4   | 2,9   | 5,0  | 8,0  | 11,7 | 15,0 | 17,6 | 17,2 | 15,3 | 10,9  | 6,6  | 4,3  | 3,2      | 8,2      | 16,6     | 10,9     | 9,7   |
| T. max. assoluta (°C)        | 18,0  | 20,4  | 23,4 | 30,7 | 32,4 | 38,4 | 40,0 | 40,0 | 38,6 | 29,6  | 23,4 | 19,6 | 20,4     | 32,4     | 40,0     | 38,6     | 40,0  |
| T. min. assoluta (°C)        | −10,1 | −13,0 | −6,6 | 0,2  | 4,2  | 8,2  | 10,6 | 11,0 | 7,2  | 2,0   | −1,0 | −4,6 | −13,0    | −6,6     | 8,2      | −1,0     | −13,0 |
| Giorni di gelo (Tmin ≤ 0 °C) | 8     | 6     | 2    | 0    | 0    | 0    | 0    | 0    | 0    | 0     | 1    | 3    | 17       | 2        | 0        | 1        | 20    |
| Precipitazioni (mm)          | 68,8  | 68,3  | 44,4 | 47,5 | 65,5 | 55,7 | 27,5 | 37,6 | 74,3 | 101,4 | 78,5 | 73,7 | 210,8    | 157,4    | 120,8    | 254,2    | 743,2 |
| Giorni di pioggia            | 7,5   | 9,4   | 6,2  | 7,6  | 8,9  | 5,5  | 3,9  | 4,4  | 5,9  | 8,5   | 7,4  | 9,3  | 26,2     | 22,7     | 13,8     | 21,8     | 84,5  |
| Umidità relativa media (%)   | 77    | 74    | 69   | 68   | 70   | 66   | 62   | 64   | 71   | 78    | 80   | 81   | 77,3     | 69       | 64       | 76,3     | 71,7  |